# Museo de Historia de Hannover

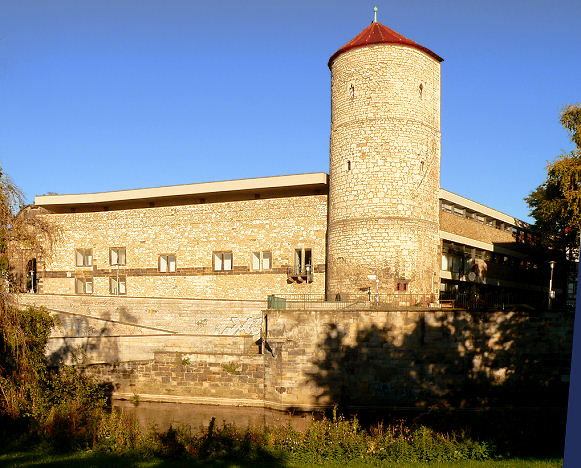
El Museo en la ribera alta del río Leine, con restos de las murallas de la ciudad medieval y la Torre de las Beguinas

El Museo de Historia (Historisches Museum am Hohen Ufer) de Hannover contiene un inventario de la historia de la ciudad de Hannover y las antiguas regiones pertenecientes a los güelfos en el actual estado de la Baja Sajonia.

## Historia

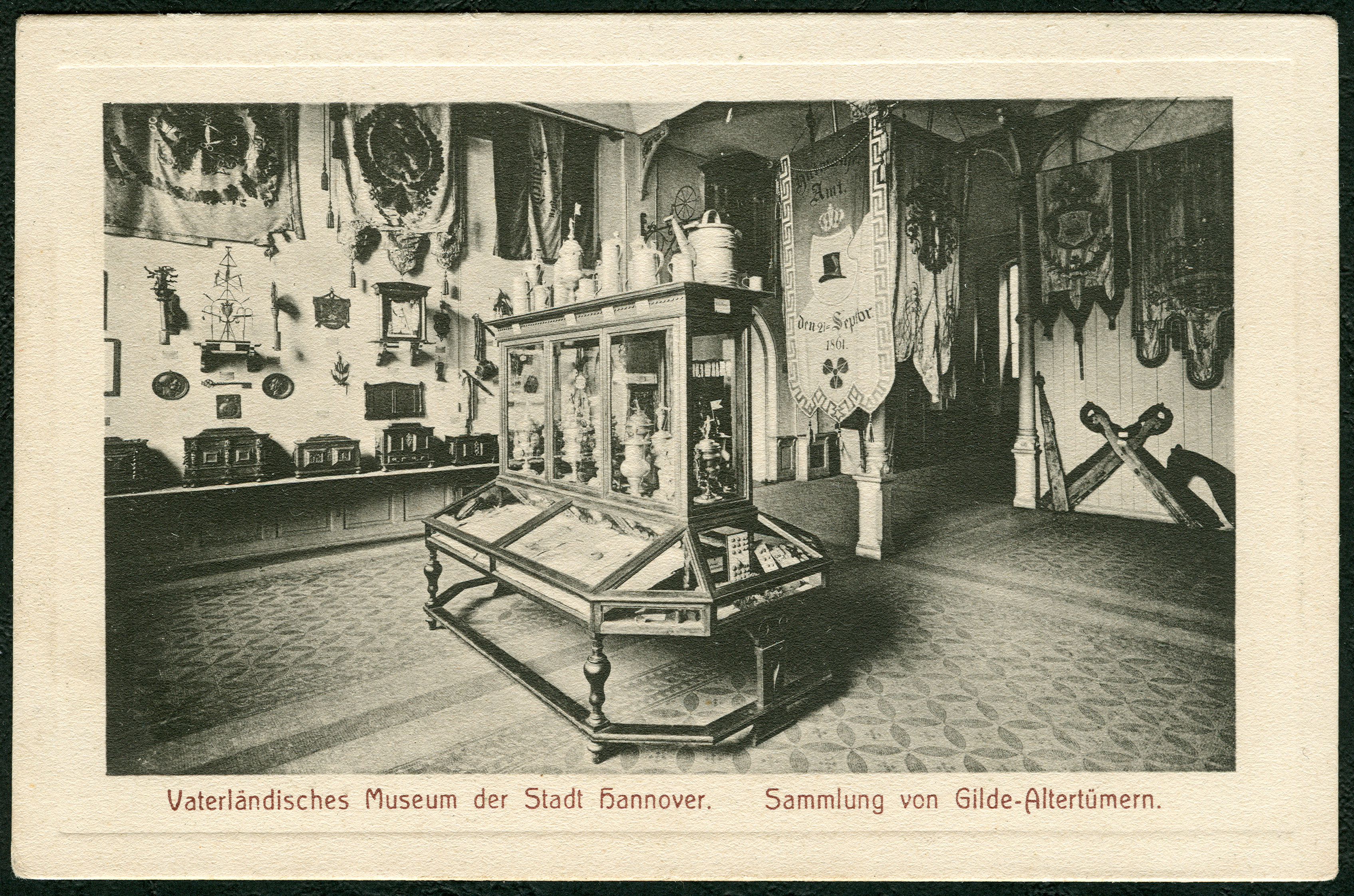
Georg Alpers jun. AK Serie B, 001, 1907, Museo patriótico de Hannover. Colección del gremio de anticuarios

El museo, bajo el auspicio de la ciudad de Hannover, abrió por primera vez sus puertas el 26 de abril de 1903 como  Museo de la Patria en la Cumberlandschen Galerie. Su creación tuvo lugar por iniciativa de la Unión de la Patria de la Baja Sajonia (Heimatbund Niedersachsen). En 1937, el museo cambió su nombre por el de Museo de carácter nacional de la Baja Sajonia (Niedersächsiches Volkstumsmuseum). En 1943, los ataques aéreos sobre Hannover durante la Segunda Guerra Mundial destruyeron el museo. A partir de 1950, se comenzó su reconstrucción temporal bajo el nombre provisional de Museo de historia local de la Baja Sajonia (Niedersächsisches Heimatmuseum). En 1966, el museo reabrió sus puertas con su nombre actual en el nuevo edificio diseñado por el arquitecto Dieter Oesterlen. La Asociación de Amigos del Museo Histórico apoya la labor del museo de forma financiera y conceptual.

## Ubicación

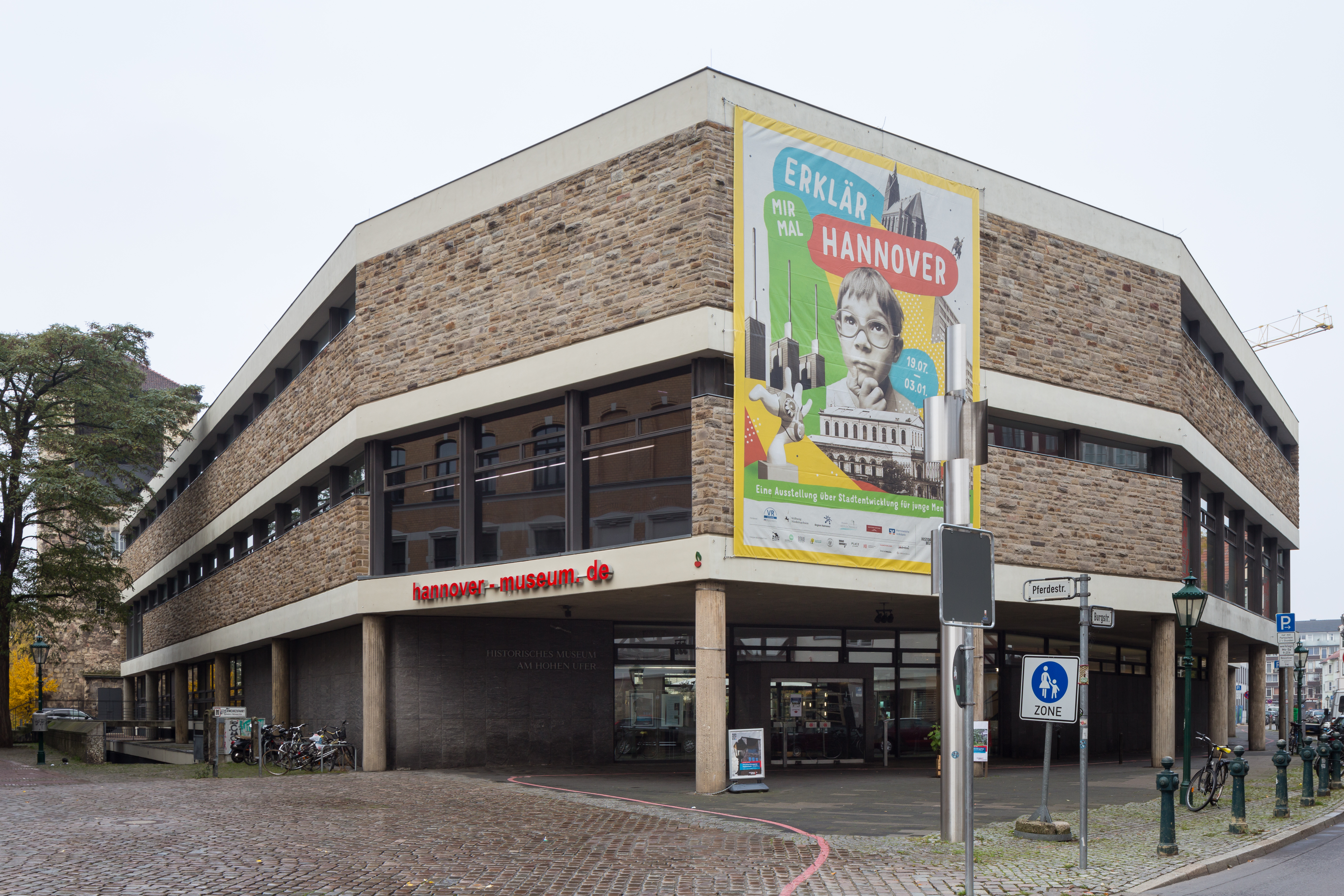
Perspectiva de la entrada principal

El museo está ubicado, tal y como su nombre en alemán indica, en un lugar clave para la historia de la ciudad: en la ribera alta del río Leine, donde supuestamente comenzó la colonización medieval de Hannover en el siglo XI. Este emplazamiento estaba localizado en el puente sobre el Leine en la carretera nacional entre Hildesheim y Bremen y estaba protegido por un vasallo. Aunque la derivación del nombre de la ciudad «Hannovere» o «Honovere» de «hohen Ufer» no sería correcta según las novedades científicas, el museo goza de una ubicación única en relación con el origen de la ciudad.
En el museo está integrada la Torre de las Beguinas (Beginenturm), la última torre que se conserva completa de la muralla fortificada medieval de Hannover.  Además, el museo cuenta con el alto muro de piedra edificado entre 1643 y 1649 que es parte de las armerías de los duques.  La muralla situada en la ribera alta forma parte de la muralla de la ciudad. En el año 2013 dieron comienzo unas obras en la zona de la ribera alta, en un terreno vecino al museo. Durante la excavación aparecieron importantes hallazgos medievales, lo que derivó en tres meses de investigación arqueológica en la ribera alta.  Frente al museo se encuentra la isla de la tradición, en el centro histórico de Hannover, incluida la calle Burgstraße, una de las más antiguas. En ella se pueden admirar las numerosas casas de paredes entramadas reconstruidas durante los años sesenta, así como la resurgida Casa Leibniz (o Leibnizhaus) en la plaza Holzmarkt.

## Edificio

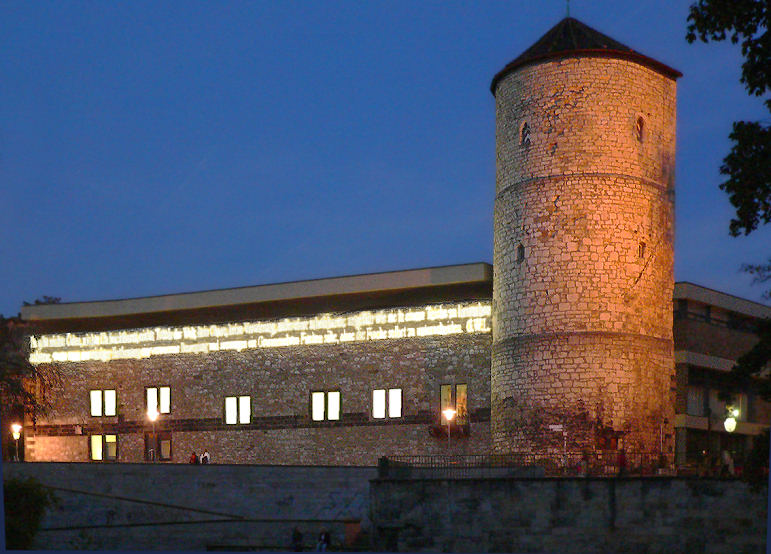
Museo iluminado con la cita de Leibniz por la noche

El arquitecto Dieter Oesterlen reconstruyó el edificio entre 1964-1967. En el proceso se añadieron al museo la Torre de las Beguinas y la armería de los duques en el lugar donde antes habían estado unos bloques de viviendas del casco antiguo que fueron destruidos durante la guerra. El museo muestra una planta poligonal en torno a un patio con forma de pentágono. Por su parte, la llamativa fachada presenta amplias superficies de arenisca combinadas con estrechas bandas de ventanas en sus tres pisos de altura. Además, la fachada se abre progresivamente hacia la calle en una perspectiva que se observa desde el norte de la calle Burgstraße. En 1991 el edificio se reformó y en 2002 se realizó una reestructuración que afectó a la sala de historia nacional situada en la planta baja y a una parte de la sala de historia local en la primera planta.
La cita de Gottfried Wilhelm Leibniz que ilumina la parte de atrás del museo es obra del artista conceptual estadounidense Joseph Kosuth. En ella se puede leer:

Por lo tanto, en el universo no hay nada inculto, nada estéril, nada muerto, ningún caos, ninguna confusión excepto en apariencia; más o menos como parecería haberlos en un estanque a cierta distancia desde la que se percibiese un movimiento confuso y un hormigueo, por así decir, de peces en el estanque, sin discernir los peces mismos.
G.W.L.

## Colecciones

### Secciones
El museo se estructura en tres secciones:
- Del principado al reino: se muestra el desarrollo del Principado de Calenberg desde 1600 hasta el final del reino de Hannover en 1866.
- De villa a ciudad ferial: en 750 años, Hannover pasó del asentamiento to den hogen overen (en la ribera alta) hasta la metrópoli actual.
- La vida en el campo: se representa cómo vivían los campesinos de la Baja Sajonia desde el siglo XVII al siglo XX.

Los domingos se realizan visitas guiadas por el museo.

### Archivo fotográfico
El museo se encuentra entre los archivos fotográficos más grandes de Alemania: alrededor de 1 000 000 de reproducciones de instantáneas históricas están a disposición para su análisis y adquisición. Según la descripción que hace Fotoerbe, el museo cuenta con un inventario de más de 5 000 000 de fotografías.

### Órdenes y condecoraciones
El político y banquero August Basse creó, en el por aquel entonces llamado Vaterländischen Museum, la colección denominada Finkam'sche Sammlung de órdenes y condecoraciones.

## Personalidades
Wilhelm Peßler fue el director del Museo Patriótico de Hannover de 1928 a 1945.

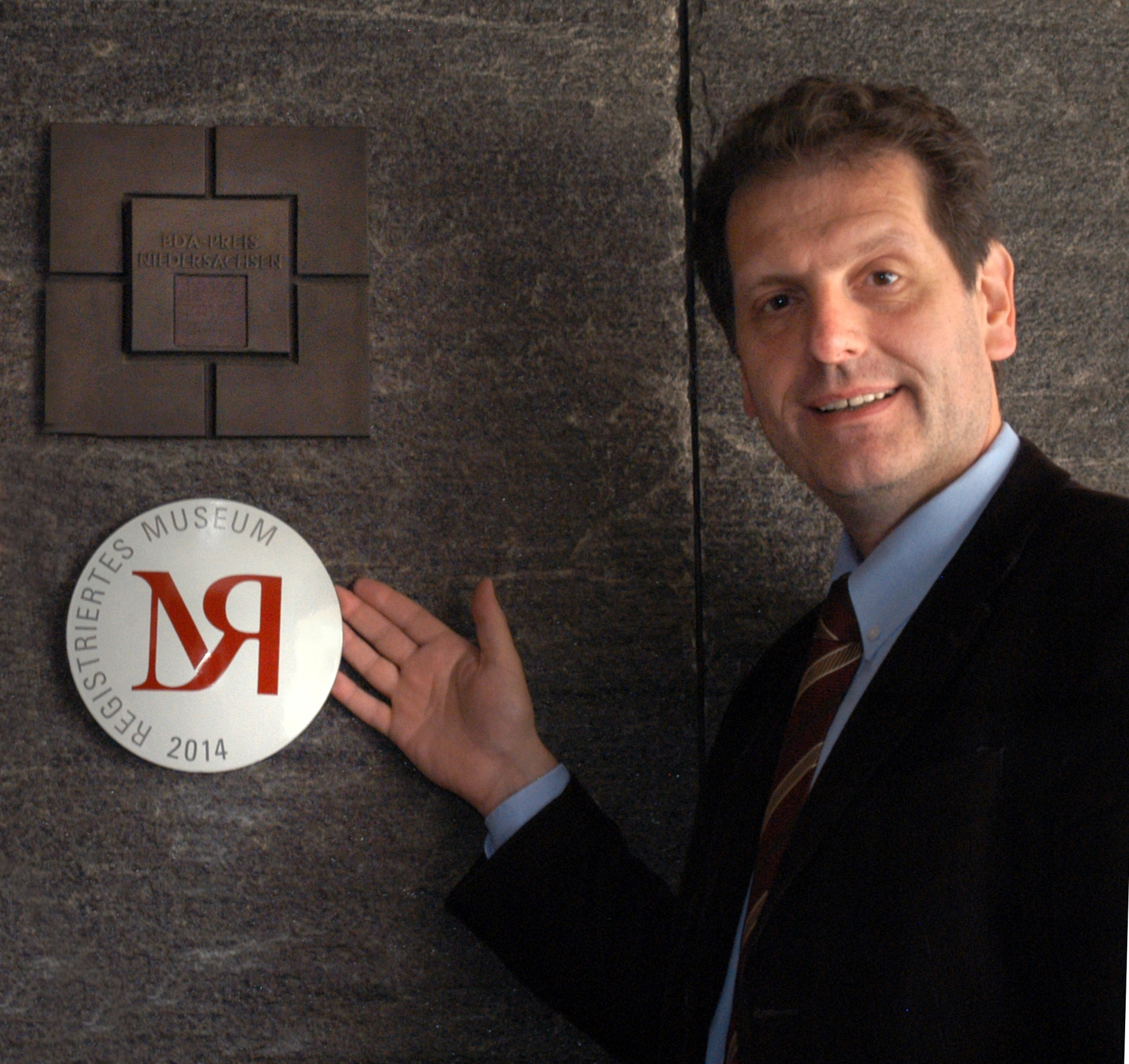
El director Thomas Schwark con las placas del Premio BDA de la Baja Sajonia y de Museo Registrado